# Némesis (DC Comics)
Nemesis es el nombre de dos personajes ficticios del Universo DC.

## Tom Tresser
Tom Tresser es un vigilante que se convirtió en operario del gobierno de los EE. UU. y un maestro del disfraz. Su vestimenta normal es un suéter con cuello tortuga color negro con una balanza en el pecho como símbolo y una pistolera.
Tresser aspiraba a ingresar a una agencia gubernamental sin nombre donde su hermano, Craig, trabajaba como agente encubierto infiltrado en un sindicato criminal llamado el Consejo. Cuando lo descubrieron, le lavaron el cerebro e hicieron que matara a Ben Williams (un amigo de la familia); luego fue muerto en defensa propia por otros agentes. Fue así que Tom se convirtió en Nemesis, eligiendo usar un alias en lugar de su apellido que había sido deshonrado. Con la ayuda de Batman, limpió el nombre de su hermano y se encargó de que los hombres responsables por la muerte de su hermano muriesen.
Todo esto fue publicado como historia de complemento entre los números 166 a 192 del cómic The Brave and the Bold, con la participación de Batman en los números 173 y 193.
Aparentemente, Nemesis había muerto cuando el helicóptero del líder del Consejo se estrelló, pero más tarde se reveló que había sobrevivido gracias a Amanda Waller y Rick Flagg. Fue entonces que se convirtió en uno de los pocos miembros no-criminales del Suicide Squad  para pagar lo que él percibía como una deuda. Nemesis fue un miembro que entraba y salía del Escuadrón, ayudándolos de tanto en tanto, e incluso enamorándose de una de sus miembros, Nightshade. Aunque los sentimientos eran mutuos, jamás iniciaron una relación sentimental.
Durante una misión en Moscú con el Escuadrón Suicida, el grupo intentó rescatar a Zoya Trigorin (pese a que ella lo veía como un secuestro). La misión fue un fracaso: Trigorin murió en sus brazos y él fue puesto bajo custodia. Rick Flagg y Nightshade organizaron una misión de rescate para su camarada por la que entraron en conflicto con la Liga de la Justicia Internacional; sin embargo, ambos grupos resolvieron sus diferencias y la Liga de la Justicia permitió que Nemesis escape. Siguió trabajando junto con el Escuadrón hasta que tuvo un encontronazo con Amanda Waller. Tiempo después, volvería para ayudar a rescatar al hijo de Flagg que había sido secuestrado y tratar de descubrir un grupo gubernamental conspirativo (este último punto es un argumento que nunca se resolvió.
Nemesis I fue reclutado para los Shadow Fighters, durante un intento por derrotar al villano Eclipso. Originalmente fue el único sobreviviente de la masacre que reclamó las vidas del resto de los Shadow Fighters en el número 13 de la serie Eclipso.
Terminada su relación con el Suicide Squad y los Shadow Fighters, se creyó que Tresser había muerto (otra vez) en Catwoman N°62 (octubre de 1998). Sin embargo, en Superman Secret Files 2004 (agosto de 2004) se revela que Nemesis está con vida y que aparentemente trabaja para un grupo secreto disfrazándose como Sarge Steel. Incluso en el último número del segundo volumen del Suicide Squad, se descubre que el hasta entonces líder del grupo, el general Rock, había sido un impostor. Teniendo en cuenta los hechos del número de Superman, es posible que "Rock" haya sido Nemesis en algunas o todas sus apariciones con el Suicide Squad. Todavía no se ha contado qué sucedió con Nemesis entre su "muerte" en Catwoman y su posterior reaparición en el Superman Secret Files.
Un año después
Un año después de los sucesos de Crisis Infinita, se volvió a ver a Nemesis ayudando a la agente del gobierno Diana Prince (Mujer Maravilla disfrazada), durante el rescate de Donna Troy de varios villanos de la amazona.

## Soseh Mykros
En las páginas de la Sociedad de la Justicia de América apareció una segunda Nemesis. Soseh Mykros había sido creada genéticamente para ser la hija del líder del Consejo, un grupo terrorista que años atrás había utilizado al héroe Paul Kirk, Manhunter. Soseh se unió al grupo de Black Adam, un grupo que, pese a sus objetivos altruistas, no tenía problemas en matar. Durante esa época se involucró sentimentalmente con su compañero Alexander Montez, un hombre que había conseguido dominar al demonio Eclipso dentro de sí mismo. Sin embargo, Alex perdió el control y Eclipso mató a Soseh. Alex recuperó su control únicamente para suicidarse del dolor y para proteger a otros.

## Nota
Nemesis II parece no tener ninguna conexión con Nemesis I (excepto por el hecho que ambos lucharon contra organizaciones llamadas "el Consejo"). Tampoco se debe confundir a Nemesis con Holocaust (Holocausto), un personaje de Marvel Comics que también usó el nombre de Nemesis, ni con Nemesis Kid.

## Apariciones en otros medios
Nemesis apareció en la serie Liga de la Justicia Ilimitada en el episodio To Another Shore.
- Datos: Q6991116